# رون (موسيقي)
رون (R・O・N) (اسمه الحقيقي ريوتا إيدا (飯田龍太 إيدا ريوتا)) هو موسيقي و عازف جيتار ياباني ولد في 19 فبراير 1982 في طوكيو.

## أعماله في الأنمي

### مسلسلات أنمي تلفزيونية
- المتحري الروحي ياكومو
- كرة سلة كوروكو (الموسم الأول, بالتعاون مع ريوسكي ناكانيشي؛ بالتعاون مع Alpha Eastman في الحلقات الخمس الأخيرة)
- فافنير اللامتناهية
- أكويريون لوغوس
- غريمغار عالم الرماد و الأوهام (بالتعاون مع (K)NoW_NAME)
- الفتاة الساحرة أسوكا العمليات الخاصة

### أفلام أنمي
- فولي كولي بروغريسيف
- فولي كولي ألترنيتيف

## وصلات خارجية
- رون على موقع IMDb (الإنجليزية)
- رون على موقع ميوزك برينز (الإنجليزية)
- رون على موقع ميوزك برينز (الإنجليزية)
- رون على موقع ديسكوغز (الإنجليزية)
- رون على موقع قاعدة بيانات الفيلم (الإنجليزية)